# 大形徹
大形 徹（おおがた とおる、1954年7月 - ）は、日本の中国哲学研究者。大阪府立大学名誉教授、立命館大学教授。専門は道教・神仙思想。

## 経歴
1957年、兵庫県明石市生まれ。大阪大学文学部で中国哲学を学び、1977年に卒業。同大学大学院修士課程に進み、修士課程を修了。同大学大学院博士課程に進み、1982年に課程単位を取得後満期退学した。
1982年、大阪府立大学総合科学部助手に採用された。1988年に専任講師、1992年に助教授昇格。2005年に人間社会学部教授となった。2020年に大阪府立大学を定年退任し、名誉教授となった。その後は立命館大学衣笠研究機構教授に就いた。白川静記念東洋文字文化研究所内にある「漢字学研究会」に所属している。

## 著作
著書
- 『不老不死 仙人の誕生と神仙術』講談社(講談社現代新書) 1992
  - 志学社選書 2021
- 『魂のありか 中国古代の霊魂観』角川選書 2000

共編
- 『道教の生命観と身体論』(講座道教 3) 三浦國雄・堀池信夫共編、雄山閣出版 2000
- 『道教的密教的辟邪呪物の調査・研究』坂出祥伸・頼富本宏共編、BNP・星雲社 2005

翻訳
- 『道教と中国文化』葛兆光著、戸崎哲彦・山本敏雄共訳 東方書店 1993

## 参考資料
- Researchmap(大形 徹)
- J-GLOBAL 研究者情報